# Các môn phái võ thuật Việt Nam ở hải ngoại
Theo các dòng người Việt di cư ra nước ngoài, võ thuật Việt Nam cũng được truyền bá đi nhiều nước. Trong đó bao gồm Pháp và một số nước châu Âu, Mỹ, Canada. Có đến 22 môn phái võ thuật có cội nguồn từ Việt Nam tại Pháp, với hơn 30.000 võ sinh theo học. Cho đến năm 2019, võ thuật từ Việt Nam đã hiện diện tại 55 nước.

## Danh sách
Đây là Danh sách các môn phái võ thuật Việt Nam ở hải ngoại (không đầy đủ):
- Cửu Long võ đạo:[4] do võ sư Trần Hoài Ngọc thành lập năm 1954 ở Việt Nam. Khi ông di cư sang Pháp đã truyền bá môn phái này, phái cũng có cơ sở ở Monaco.[5]
- Hoa Long võ đạo[6][7]
- Hòa Long võ đạo:[1] do đại võ sư Vĩnh Long sáng lập và đã truyền bá tại Pháp.
- Kỳ Lân Chi Minh[8] hiện do võ sư Trần Bá Đức, đệ tử của Nguyễn Trung Hòa, làm chưởng môn.
- Lam Sơn võ đạo: phát triển tại vùng Montpellier, Pháp, đại võ sư của môn phái là Jacques Trần Văn Ba.[9]
- Long Hải võ đạo: do võ sư Gaston Trần Giác sáng lập, chương trình tập chú trọng đặc biệt kỹ thuật khinh công và võ cổ truyền Việt Nam, hiện phát triển tại La Rochelle, Pháp.[5]
- Minh Long Tây Sơn võ đạo[10]
- Nam Hải võ đạo: do võ sư Nghiêm An Thạch sáng lập tại Pháp khi sang Pháp năm 1983, là hệ phái hỗn hợp.[11]
- Nam Hổ Quyền: do võ sư Phillipe Đặng Văn Sung chấp chưởng. Đây là một chi phái của Bình Định gia, hiện phát triển tại Pháp.[12]
- Nhất Nam: truyền bá ở Lithuania,[1] Nga.[3]
- Phái Trung Hòa:[3] Nguyễn Trung Hòa là một trong những võ sư sáng lập Liên đoàn Võ thuật Việt Nam tại Pháp. Phái Trung Hòa do võ sư Jean Quý, đệ tử của Nguyễn Trung Hòa sáng lập sau khi sư phụ qua đời, hiện phát triển chủ yếu tại Paris.
- Quán Khí Đạo (Qwankido): do võ sư Phạm Xuân Tòng sáng lập năm 1981, hiện được giảng dạy ở 30 quốc gia trên thế giới.[5]
- Sơn Long Quyền Thuật:[13] truyền bá vào Pháp trong những năm 1940, hiện đã hiện diện tại Ý, Thụy Sĩ, Canada, Libya,[3] Algerie.[7]
- Sơn Lâm Hắc Hổ: phái võ do cố võ sư Vũ Ngọc Vinh thành lập,[14] hiện do Frederic Vũ, con trai võ sư Vinh làm chưởng môn giảng dạy tại Paris.
- Song Long Khiên đường: do Francois Brassecasse sáng lập và giảng dạy tại Nevers. Kỹ thuật đào tạo bao gồm cả nội gia và ngoại gia.[5]
- Tiên Long võ đạo: ở Mỹ.[3]
- Tinh Võ Đạo: truyền dạy ở Nga.[1][5]
- Thanh Long võ đạo: ở Ý;[1] nhánh ở Pháp do võ sư Francis Fournie thành lập tại Toulouse. Bài tập là các phương pháp nội gia, ngoại gia, các loại vũ khí truyền thống Việt Nam.
- Thiếu Hổ[15]
- Thủy Pháp[16]
- Trường phái Cây Lau: cũng xuất xứ từ cố võ sư Nguyễn Trung Hòa như phái Trung Hòa. Nguyễn Trung Hòa bắt đầu dạy tại Pháp năm 1948. Khi ông qua đời năm 1975, cháu họ ông là Bernard Võ Đình Quang phát triển võ phái tại Paris.[17]
- Văn Lang võ đạo: với gốc là võ Bình Định, truyền bá ở Maroc, Gabon, Algerie, Tunisie, Pháp, Đức.[1]
- Văn Võ Đạo:[7] (VAN VO DAO) là một môn phái thể hiện sự hòa hợp Văn học, Võ học và Đạo đức. Chưởng môn là võ sư Kinh Chu.
- Việt Vũ Đạo: chú trọng đặc biệt những triết lý võ học cổ truyền Việt Nam, thể hiện sự hòa hợp truyền thống và hiện đại, tinh thần và thể chất, nghệ thuật và thể thao.[18]
- Vịnh Xuân quyền: ở Israel.[1]
- Võ Đạo Việt Nam: Do Chu Tấn Cường sáng lập, hiện thịnh hành ở Đức.
- Võ trận Đại Việt: do võ sư Nguyễn Minh Tuấn sáng lập và làm chưởng môn. Ông đã nghiên cứu và phục dựng một dòng võ cổ truyền gần như thất truyền.[3]

### Sách
- Hữu Ngọc, Lady Borton (2004). Tham khảo biên dịch văn hóa Việt Nam: Võ dân tộc. Nhà xuất bản Thế giới.